# Batalha de Uude

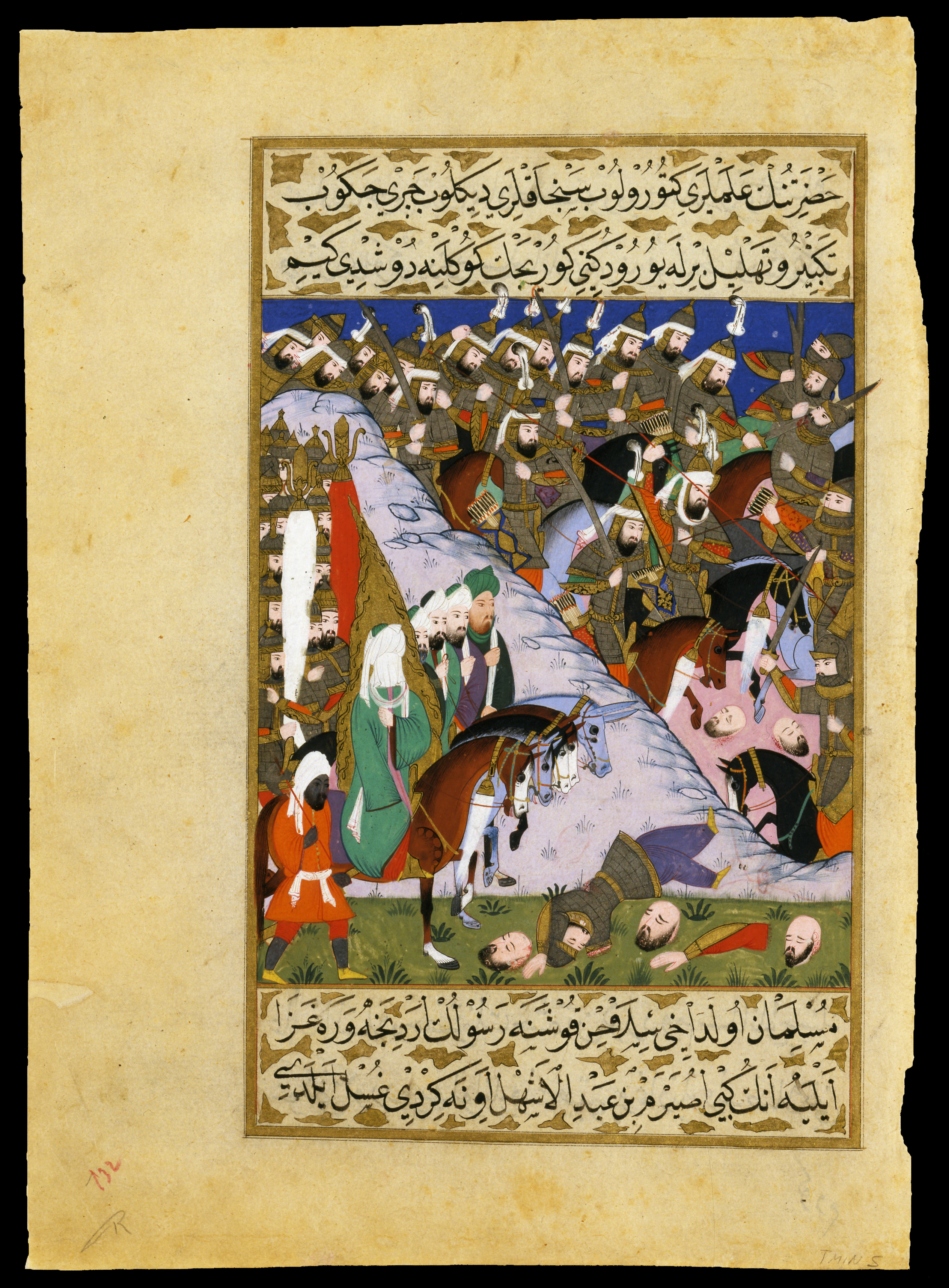
Batalha de Uude

A Batalha de Uude (em árabe: غزوة أحد; romaniz.: Ġazwat ʾUḥud), ocorreu 23 de março do ano de 625 (3 de Xaual do ano 3 depois da Hégira, no Calendário islâmico) no Monte Uude, atualmente no noroeste da Arábia. Foi disputada entre uma força da comunidade muçulmana de Medina, liderada pelo profeta islâmico, Maomé, e uma força liderada por Abu Sufiane ibne Harbe de Meca, a cidade da qual a maioria dos muçulmanos havia emigrado (ver Hégira). A batalha de Uude foi o segundo encontro militar entre os habitantes de Meca e os muçulmanos, precedida pela Batalha de Badir no ano 624, onde uma pequena força de muçulmana derrotou uma força muito superior de Meca. Marchando de Meca para Medina em 11 de março de 625, os habitantes de Meca desejavam vingar suas perdas em Badir e revidar Maomé e seus seguidores. Os muçulmanos se prepararam para a guerra e logo em seguida os dois exércitos lutaram nas encostas e planícies do Monte Uude.